# Жайпак
Жайпа́к (каз. Жайпақ) — село у складі Алакольського району Жетисуської області Казахстану. Адміністративний центр і єдиний населений пункт Жайпацького сільського округу.
У радянські часи село мало назву Комунізм.
Населення — 1629 осіб (2021; 1564 у 2009, 1933 у 1999, 2270 у 1989).